# Rede OM Brasil
Rede OM Brasil (Organizações Martinez) foi uma rede nacional (e inicialmente estadual) de televisão brasileira. Surgida na década de 1980, a  emissora se tornaria a primeira rede nacional fora do eixo Rio-São Paulo. Seu fundador foi o político e empresário José Carlos Martinez.
A emissora foi extinta em 22 de maio de 1993, sendo substituída pela Central Nacional de Televisão (CNT).

## História

### Antecedentes
Em 15 de março de 1979, através do canal 7 VHF de Londrina estreia a TV Tropical. A emissora da família Martinez logo fechou contrato para retransmitir a programação da Rede Globo para toda a região norte e noroeste do Paraná (além de algumas cidades do sul de São Paulo) durando até 1 de dezembro do mesmo ano, quando se afilia a recém-criada TV Bandeirantes.
Nos primeiros anos, a emissora alcançou os maiores índices de audiência da região com o Jornal do Meio-Dia (telejornal tradicional da emissora) que abordava os mais diversos assuntos como cultura, variedades, musicais, entrevistas ao vivo, documentários e o noticiário factual e o jornalístico policial Cadeia, apresentado pelo radialista Luiz Carlos Alborghetti que, até então, apresentava um programa semelhante na Rádio Tabajara AM.
No final dos anos 1970, os Diários Associados entram em crise com o fechamento da TV Tupi. Em comum acordo, o grupo e a Família Stesser resolvem colocar a tradicional TV Paraná de Curitiba à venda. Depois de uma intensa negociação, a família Martinez adquire a emissora que será sede da mais nova rede de televisão estadual do estado.
Com a aquisição da TV Paraná, a cabeça-de-rede é mudada para Curitiba (pelas condições geográficas) e assume-se o nome Rede OM. A parceria com a TV Bandeirantes não só continua, como seu sinal se expande para todo o estado e se torna uma das principais afiliadas da Band.

### Rede OM
No ano de 1982, a OM se destaca pela cobertura política. Seus debates políticos pelo governo do estado do Paraná viraram uma tradição que se realizava com prefeitos e até presidentes da República. José Carlos Martinez sempre fez questão de ressaltar o orgulho que sentia ao promover os debates em seu canal.
Com certa tradição nos esportes, a OM investe no automobilismo ao criar o programa Pole Position, numa época em que o Brasil havia conquistado quatro títulos mundiais na Fórmula 1 por Emerson Fittipaldi e Nelson Piquet. Outro programa importante para o departamento esportivo foi o Telesporte.
Em comemoração aos 28 anos da TV Paraná, ampliou-se sua potência na capital paranaense para 37 kWs e, consequentemente, melhorando seu sinal. Também compra equipamentos modernos como novas câmeras e novas ilhas de edição. 
A parceria com a TV Bandeirantes se encerra em 1991, quando, por amizade à Dante Matiussi e Airton Trevisan, trocou de bandeira e passa a ser afiliada a Rede Record, que começava a se firmar como uma nova rede nacional após a compra por Edir Macedo. Desta fase, destacam-se os programas Cadeia (líder de audiência no estado), o Programa do Ratinho, nos fins de tarde, apresentado por Carlos Massa e as transmissões esportivas do Campeonato Paranaense de Futebol. 

### Rede OM Brasil
No final de 1991, a Rede OM (formada, então, pela TV Paraná e pela TV Tropical) entra com um pedido de transmissão em via satélite com a EMBRATEL, previsto para 1992. A intenção do grupo paranaense é formar uma nova rede nacional.
Em 20 de novembro do mesmo ano, fechou-se um contrato com a TV Gazeta de São Paulo (da propriedade da Fundação Cásper Líbero) celebrando um fornecimento de programação entre as duas redes. A programação da OM passou a ser exibida no canal paulista somente no dia 15 de fevereiro de 1992. Aos domingos, o canal paulista continuaria exibindo o Japan Pop Show. Aos sábados, o programa foi exibido ás 9h00 da manhã na Rede OM.
Em 28 de fevereiro de 1992, a OM surpreendeu o mercado televisivo ao comprar a TV Corcovado, canal 9 do Rio de Janeiro. Até então, o canal carioca pertencia ao Grupo Silvio Santos e estava arrendado a MTV Brasil desde 20 de outubro de 1990. Estima-se que a emissora foi comprada pela quantia de US$ 8 milhões.
No dia 1 de abril, Galvão Bueno estreou na emissora, assumindo a função de narrador, apresentador e diretor do núcleo esportivo, saindo da TV Globo depois de quase dez anos. A estreia do narrador foi na transmissão da Taça Libertadores da América.
O audacioso projeto de implantação da rede contava com profissionais experientes como Guga de Oliveira, Dante Matiussi e até Walter Avancini foi sondado para dirigir um núcleo de teledramaturgia. Somente na implantação da rede foram gastos por volta de US$ 30 milhões. Flávio Martinez virou o superintendente geral da rede que almeja o terceiro lugar de audiência em questão de meses.
Também foi adquirido um pacote de mais de 100 filmes, a maioria de lutas ou softcore. Dentre os títulos encontra-se Orquídea Selvagem, Impacto Total e Calígula. Novelas também ganharam vez na emissora e causando polêmica, dentre elas, uma versão argentina do grande sucesso Irmãos Coragem .

### Estreia
Com uma programação experimental desde março de 1992, a emissora finalmente estreia sua nova grade nacional no dia 30 de março daquele mesmo ano. Em um plano totalmente novo, a rede dava total liberdade para as afiliadas produzirem e das 18h ás 0h, a faixa era dominada pelos seus programas. A exceção é no Rio de Janeiro, que apenas retransmitia a filial de Curitiba entre 8h e 2h.
A nova programação contou com duas novelas: Árvore Azul (cujo tema de abertura era cantado pela apresentadora Xuxa) e Manuela, uma superprodução ítalo-americana escrita pelo brasileiro Manoel Carlos e estrelada pela atriz Grecia Colmenares, conhecida pelo público brasileiro através da novela Topázio do SBT.
No jornalismo, o carro-chefe foi o telejornal Fala Brasil (não confundir com o telejornal homônimo atualmente exibido na RecordTV), uma revista eletrônica comandada diretamente dos estúdios de Curitiba pelos âncoras Carlos Marassi e Valéria Balbi. O programa contou com colunistas nacionais e internacionais, dentre eles o cantor Aguinaldo Timóteo e o economista Luis Nassif, além dos comentários de Galvão Bueno no esporte. Contava também com o sempre polêmico jornalístico policial Cadeia (edição local das 12 horas e 55 minutos e edição nacional das 18 horas e 15 minutos), apresentado pelo radialista e então deputado estadual Luiz Carlos Alborghetti.
Ainda na linha esportiva, o piloto Ayrton Senna participava do programa Pódium e a emissora investia numa transmissão do Rally Paris-Dakar, em um programa com o locutor José Carlos Araújo e no telecatch Campeões do Ringue, aos sábados. Além da transmissão do Campeonato Paranaense e da Copa do Brasil de 1992.
A linha de shows da emissora era considerada uma das mais variadas, contando com o Ser Tão...Brasileiro, com Tamara Taxman (posteriormente apresentado por Jair Rodrigues), Blue Jeans, com Jimy Raw  e Coçando o Sábado com Leonor Corrêa. Rapidamente os números de audiência se confirmaram. As partidas de futebol da Taça Libertadores atingiam seu ápice quando davam até 7 pontos, as novelas conseguiam até 2 pontos, os filmes chegavam a 3 e o telejornal Fala Brasil permanecia com 1 ponto.
Em 17 de junho de 1992, o jogo final da Taça Libertadores entre São Paulo e Newell's Old Boys atingiu a maior audiência da OM em toda sua história: 34 pontos.
No mês de agosto, anunciou-se um pacotão de novos filmes com atores hollywoodianos já consagrados. Dentre eles Sangue e Areia e O Guarda-Costas.

### Polêmicas
Em 20 de junho de 1992, a OM exibiu o polêmico filme Caligula, não recomendado para menores de 18 anos. O juiz José Antônio de Andrade Martins da 18ª Vara da Justiça Federal de São Paulo determinou o cancelamento da exibição através de uma liminar. Mesmo com a audiência chegando a incrível marca de 16 pontos, a rede foi obrigada a tirar o filme do ar.
No mês de agosto, com a CPI do caso PC Farias, descobriu-se uma conexão do empresário com a Rede OM. Tratava-se de dois cheques do “fantasma” Manoel Dantas Araújo, que pagaram parte de uma divida que o SBT tinha com a Caixa Econômica Federal. Essa divida teria sido transferida para a OM em troca da concessão da TV Corcovado.
Com um orçamento bem debilitado com apenas seis meses de estreia no território nacional e ainda vítima da recessão publicitária, o escândalo contribuiu nos problemas contábeis da emissora. A Rede OM teve que cortar 60% de suas despesas e reformular toda sua grade para escapar de um colapso.
Entre os meses de agosto e setembro, cerca de 100 jornalistas foram demitidos, e isso só na sucursal paulista. Com um corte de quase 50% e a forte pressão recebida, os diretores de jornalismo da emissora Paulo Alceu e Dante Massuti pediram demissão.
O empresário José Carlos Martinez admitiu ter recebido um empréstimo equivalente a US$ 8,5 milhões para comprar emissoras de televisão em maio do ano anterior. Em troca desse empréstimo, Martinez teria dado a cessão do título Tribuna de Alagoas para que PC pudesse montar um jornal em Maceió, negando as acusações de que fosse testa-de-ferro do tesoureiro e desconheceu conhecimento sobre o cheque fantasma recebido para pagar pela TV Corcovado.
Em 16 de setembro, o Sindicato dos Radialistas negociou com a direção da rede pelo não pagamento da rescisão dos contratos e do salário correspondente ao mês de agosto. A TV Gazeta deu um prazo irrevogável para a rede pagar os atrasados que já supera a marca de um milhão de dólares.
Com 8 meses de existência, a Rede OM se envolveu em polêmicas e ficou endividada. Em novembro, funcionários demitidos recorreram ao sindicato dos jornalistas após receber um cheque sem fundo. Entre os prejudicados, estavam a apresentadora Leonor Corrêa e a jornalista Valéria Balbi.
No final de 1992, a empresa Pluma Equipamentos pediu a falência da Rede OM pelo não pagamento de uma divida de Cr$ 17 mil.
Com a chegada de 1993, a Rede OM vendeu a TV Maringá para o Grupo J. Malucelli e a distribuidora Paris Filmes ameaçou acionar a justiça para que a antena de transmissão da OM, seus telefones e seu telecines sejam leiloados, como garantia de pagamento a uma divida. A empresa também estava sendo processada pelo não-pagamento de comissões a Galvão Bueno e de obrigações trabalhistas com jornalistas demitidos. Apesar disso, a emissora conquistou um quarto lugar no Ibope, só superada por Globo, SBT e Band .

### Encerramento
Em abril, a Rede OM decidiu mudar de nome e de programação para limpar sua imagem. Recém-saído da Manchete, é contratado o apresentador Clodovil e a TV Gazeta, que antes apenas locava os horários, vira afiliada. Planejou-se também a produção de novelas, além de uma consolidação no terceiro lugar de audiência.
Em 23 de maio de 1993, a Rede OM acabou e entrou em seu lugar a Central Nacional de Televisão (CNT), inaugurada em uma grande festa realizada no Teatro Ópera de Arame. O programa de estreia da "nova rede" é o Clodovil em Noite de Gala.

## Emissoras
Em sua breve existência, a emissora contou com mais de 30 emissoras afiliadas em 13 estados brasileiros. A maior parte das emissoras migraram para a CNT.